# Арунции
Арунциите или Арунтиите (gens Arruntia) са плебейска фамилия от Древен Рим.
Вероятно са от етруски произход с името Arruns.
Известни от тази фамилия:
- Арунций, проскрибиран от триумвирите и убит 43 пр.н.е.[1]
- Арунций, син на убития [2]
- Луций Арунций (консул 22 пр.н.е.)
- Луций Арунций (консул 6 г.), син на консула през 22 пр.н.е.
- Луций Арунций Камил Скрибониан, консул 32 г., узурпатор през 42 г., осиновен от консула през 6 г.
- Луций Арунций Фурий Скрибониан, градски префект, квестор 49 г., син на консула през 32 г.
- Арунций, физик в Рим.[3]
- Арунций Стела, 55 г., по времето на Нерон. [4]
- Луций Арунций Стела, поет и приятел на Публий Папиний Стаций. [5][6], суфектконсул 101 г.
- Марк Арунций Аквила, суфектконсул 66 г.
- Авъл Куртий Криспин Арунциан, суфектконсул 159 г.
- Арунций Целз, 4 век, коментатор на Теренций [7]